# Муха (притока Збруча)
Му́ха (Вільхі́вка) — річка в Україні, в межах Чемеровецької і Закупненської селищних громад Кам'янець-Подільського району Хмельницької області. Ліва притока Збруча (басейн Дністра).

## Опис
Довжина 16 км. Площа водозбірного басейну 66,3 км². Долина широка і неглибока, у пониззі — вузька, глибока, V-подібна. Річище слабозвивисте. Є кілька невеликих ставків. 

## Розташування
Муха бере початок неподалік від західної околиці смт Чемерівці. Тече переважно на північний захід (місцями на північ). Впадає до Збруча при західній околиці села Кузьминчик. 
Над річкою розташовані села: Йосипівка, Вільхівці та Кузьминчик.